# Polska Fair Play
Polska Fair Play – polski ruch polityczny założony 2 marca 2019 przez ekonomistę i prawnika Roberta Gwiazdowskiego oraz część środowiska Bezpartyjnych Samorządowców. Powstał na bazie fundacji o tej samej nazwie, zarejestrowanej w kwietniu 2017 (jej prezesem jest lider Ruchu Obywatelskiego na rzecz JOW Patryk Hałaczkiewicz). Ruch wystartował w wyborach do Parlamentu Europejskiego w 2019, rejestrując listy w 6 z 13 okręgów i zdobywając 74 013 (0,54%) głosów w skali kraju (7. miejsce spośród wszystkich komitetów). 4 czerwca 2019 założyciel i lider ruchu Robert Gwiazdowski poinformował o zakończeniu działalności Polski Fair Play.

## Założenia programowe
Podstawę programową stanowił pakiet postulatów nazwany Szóstką Gwiazdowskiego:
- Zmniejszenie opodatkowania pracy w celu zwiększenia płac i rozwoju gospodarki.
- Wprowadzenie emerytury obywatelskiej obudowanej rynkowymi mechanizmami wsparcia społecznego.
- Wprowadzenie 460 okręgów jednomandatowych w wyborach do Sejmu.
- Decentralizacja i deglomeracja, tj. podzielenie władzy rządu z samorządami, rozproszenie terytorialne instytucji państwowych w celu rozwoju małych i średnich miast.
- Reforma wymiaru sprawiedliwości.
- Silna Polska w Unii Europejskiej.

## Działacze

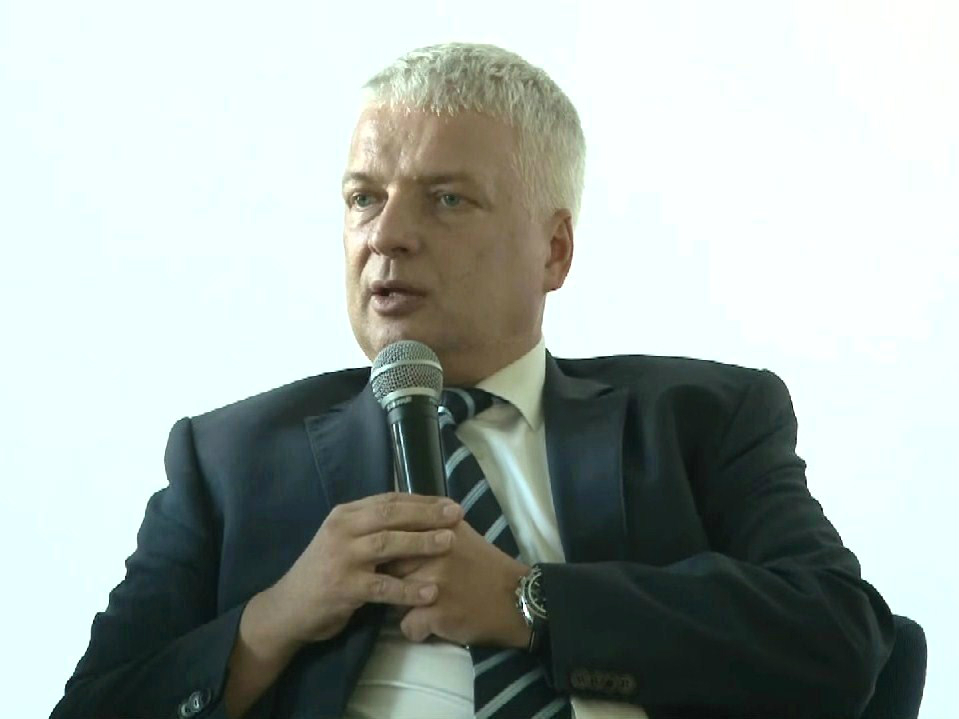
Robert Gwiazdowski, lider ruchu Polska Fair Play

Do czołowych działaczy ruchu (poza Robertem Gwiazdowskim i Patrykiem Hałaczkiewiczem) należeli m.in. Piotr Roman, Konrad Rytel, Patryk Wild, Łukasz Mejza, Paweł Wróblewski, Elżbieta Hibner, Jerzy Karwelis i Sławomir Antonik.

## Państwo Fair Play
13 grudnia 2019 zarejestrowane zostało założone przez działaczy wywodzących się z ruchu związane z Koalicją Polską stowarzyszenie zwykłe Państwo Fair Play, nawiązujące do idei Polski Fair Play. Na jego czele stanęła Jolanta Milas (wcześniej kandydatka PFP do Parlamentu Europejskiego i następnie – z listy PSL do Sejmu), która w lutym 2020 znalazła się w krajowej radzie programowej KP. W wyborach do Sejmu uzyskała ona poparcie Roberta Gwiazdowskiego, który wziął także udział w panelu programowym Władysława Kosiniaka-Kamysza przed wyborami prezydenckimi. W eurowyborach w 2024 Jolanta Milas kandydowała w ramach puli PSL z listy Trzeciej Drogi.